# 北山亜莉沙
北山 亜莉沙（きたやま ありさ、1991年10月8日 - ）は埼玉県出身のタレント・モデル・女優。SYL株式会社所属。2013年9月1日をもって引退。

## 略歴
- 2010年8月、忍者系アイドルユニット・桜組2期生の「桜 ありさ」として活動開始。秋葉原駅前の野外特設ステージで土日祝日に無料ライブを行っていた。（2011年4月脱退）
- 2011年10月-12月、ファミスタオンラインの公式応援隊「ファミス隊」メンバーとして活動。
- 2012年4月28日に小花、稲森美優、麻生かな、望月るなとともに、演技も歌もできるアクトライブアイドル「アリスインアリス」を結成し[1]、ライブ活動を行う。（2013年1月に冨手麻妙が加入）
- 2013年6月2日、アリスインアリスとして初の単独ライブで「1期生」全員が卒業。
- 2013年6月5日、ブログにて9月1日限りでの引退を発表。最終日に所属事務所主催のイベントを行った。

## 人物
- 一人称は「うち」または「ありちゃん」
- 好きなもの: コリラックマ、シェリーメイ、メロンパン、めがね
- 趣味: コリラックマ集め、歌唱、ダンス、買い物、フルート、ダーツ、アクセサリー集め、ディズニーランド等にあるポップコーンのバスケット集め
- 特技: フルート（中学時代は吹奏楽部。小学時代は青森に住んでたことがあり、ねぶたで横笛を吹いた経験もある）[2]

## 出演

### 舞台
1. アリスインプロジェクト×アフリカ座「ハッピーゴーアンラッキー」（2011年10月12日-16日、池袋・シアターKASSAI）星組 雛森瑪瑙 役
2. アリスインプロジェクト「パラダイスロスト」（2012年2月2日-6日、池袋・シアターKASSAI）月組 倉橋ノゾミ 役
3. 「私立グリグリ学園」（2012年5月4日-6日、新宿文化センター）
4. 「時空警察ヴェッカーχ 彷徨のエトランゼ」（2012年6月20日-24日、品川・六行会ホール）時組 マス役
5. アリスインシアター2012年8月公演「ハイスクールミレニアム2012」（2012年8月14日-19日、上野・ストアハウス）真剣勢見香織 役
6. 音影・流星揚羽presents「涙刻」（2012年10月4日-6日、小岩オルフェウス）瑠璃 役
7. アリスインプロジェクト×劇団北京蝶々「ダウト!-国立公安女子校-」（2012年10月25日-28日、銀座・博品館劇場）月組 ハルミ 役
8. アリスインプロジェクト「戦国降臨Girl」（2012年12月18日-23日、池袋・シアターKASSAI）大柴田先輩 役
9. アリスインシアター2013年1月公演「ラフィン 〜笑いの免許証〜」（2013年1月29日-2月3日、池袋・シアターKASSAI）千歳麒麟 役
10. Act Stage Vol.3 「応！－吠えろ！叫べ！打ち砕け！すべての軛を引きちぎれ－」（2013年4月17日-21日、築地ブディストホール）水城 葉 役
11. アリスインプロジェクト×はちみつシアター「チェンジング ホテル」（2013年5月1日-6日、シアターKASSAI）アルファルド 役
12. アリスインプロジェクト「戦国降臨ガールズ」（2013年7月3日-7月7日、品川・六行会ホール）大柴田先輩 役

※ アリスインプロジェクト制作・協力作品への出演は9作品を数え、引退した2013年9月1日時点で稲森美優と並んで最多である。

### 映画
- アリスインプロジェクト「ボクが修学旅行に行けなかった理由」監督／草野翔吾（2013年7月公開）

### テレビ番組
- 生放送野球好きニュース（J SPORTS、2011年10月29日、11月12日）
- エンタ！371 「アイドル100人水泳大会」[3]（エンタ!371、2012年4月-6月）
- 絆体感TV 機動戦士ガンダム 第07板倉小隊（テレビ東京、2012年5月30日）
- つんつべ♂（TOKYO MX、2012-2013年）
- アイドル都市伝説 「猿夢」（スカパー！PigooHD、2012年10月）

### テレビCM
- ボトルウォーター「クリクラ」（2010年）

### ミュージック・ビデオ
- 「思考回路」（2013年）[4]

### その他
- ファミス隊（2011年10月 - 12月）
- ドキッ娘（パチンコやすだ）
- めざグラ2012年8月  Pigooガールズグランプリ受賞[5]